# ماتيتش سرنيك
ماتيتش سرنيك (بالسلوفينية: Matic Sirnik)‏ مواليد 28 يناير 1991 في ليوبليانا، هو لاعب كرة سلة سلوفيني. بدأ مسيرته الاحترافية في سنة 2007. لعب مع نادي أوليمبيا لكرة السلة من سنة 2007 إلى 2009، ثم لعب مع زلاتوروج لاشكو في موسم 2013–2014، ثم لعب مع نادي سلوفان لكرة السلة في موسم 2014–2015.

## روابط خارجية
- ماتيتش سرنيك على موقع الدوري الأوروبي لكرة السلة (الإنجليزية)
- ماتيتش سرنيك على موقع ريلجم (الإنجليزية)
- ماتيتش سرنيك على موقع بروبوليرز (الإنجليزية)